# Stéphane Bern
Stéphane Bern (ur. 14 listopada 1963 w Lyonie) – francusko-luksemburski dziennikarz i prezenter radiowo-telewizyjny.

## Życiorys
Bern ukończył szkołę średnią Lycée Carnot w Paryżu oraz studia na uniwersytecie Emlyon Business School.
W latach 1985–1987 był redaktorem magazynu Dynasty. W 1988 rozpoczął pracę jako dziennikarz w magazynie Jours de France. Od 1999 jest zastępca redaktora naczelnego we francuskim dzienniku Le Figaro.
Od 2015 jest współkomentatorem Konkursu Piosenki Eurowizji a od 2018 Konkursu Piosenki Eurowizji Junior we Francji. 